# Scheideggwetterhorn
Le Scheideggwetterhorn est un sommet des Alpes bernoises, en Suisse, situé dans le canton de Berne, qui culmine à 3 360 m d'altitude.
Dominant le village de Grindelwald à l'ouest, il constitue l'extrémité nord-ouest du petit massif des Wetterhörner, dont il est un sommet secondaire et dont les sommets principaux sont le Rosenhorn (3 689 m), le Mittelhorn (3 702 m) et le Wetterhorn (3 690 m).